# Европско првенство у атлетици на отвореном 1938 — скок удаљ за мушкарце
Такмичење у скоку удаљ у мушкој конкуренцији на 2. Европском првенству у атлетици 1938. одржано је 3. септембра на стадиону Коломб у Паризу.
Титулу освојену на 1. Европском првенству 1934. у Торину одбранио је Вилхелм Лајхум из Немачке

## Земље учеснице
Учествовало је 13. такмичара из 10 земаља.
1. Грчка (1)
2. Естонија (1)
3. Италија (1}
4. Луксембург (1)
5. Мађарска (2)
6. Немачка (2)
7. Уједињено Краљевство (1)
8. Француска (2)
9. Швајцарска (1)
10. Шведска (1)

## Освајачи медаља
|                       |                      |                  |
| Вилхем Лајхум Немачка | Артуро Мафеи Италија | Луц Лонг Немачка |

## Резултати

### Финале
| Пласман | Такмичар            | Држава               | Време | Белешке |
| ------- | ------------------- | -------------------- | ----- | ------- |
|         | Вилхем Лајхум       | Немачка              | 7,65  | РЕП     |
|         | Артуро Мафеи        | Италија              | 7,61  |         |
|         | Луц Лонг            | Немачка              | 7,56  |         |
| 4       | Иштван Ђурица       | Мађарска             | 7,27  |         |
| 5       | Руди Томсалу        | Естонија             | 7,24  |         |
| 6       | Вилијам Брич        | Уједињено Краљевство | 7,16  |         |
| 7       | Жан Студер          | Швајцарска           | 7,14  |         |
| 8       | Жан Бодри           | Француска            | 7,11  |         |
| 9       | франсоа Мерш        | Луксембург           | 7.05  |         |
| 10      | Роберт Жонбланк     | Француска}           | 7,04  |         |
| 11      | Оке Стенквист       | Шведска              | 7,01  |         |
| 12      | Григориос Ламбракис | Грчка                | 6,94  |         |
| 13      | Вилмош Вермеш       | Мађарска             | 6,82  |         |

## Укупни биланс медаља у скоку удаљ за мушкарце после 2. Европског првенства 1934—1938.
|    | Земља      | Злато | Сребро | Бронза | Укупно |
| -- | ---------- | ----- | ------ | ------ | ------ |
| 1. | Немачка    | 2     | 0      | 2      | 4      |
| 2. | Италија    | 0     | 1      | 0      | 1      |
| 2. | Норвешка   | 0     | 1      | 0      | 1      |
|    | Укупно {3} | 2     | 2      | 2      | 6      |

|    | Атлетичар      | Земља   | Злато | Сребро | Бронза | Укупно |
| -- | -------------- | ------- | ----- | ------ | ------ | ------ |
| 1. | Вилхелм Лајхум | Немачка | 2     | 0      | 0      | 2      |
| 2. | Луц Лонг       | Немачка | 0     | 0      | 2      | 2      |